# Postgebäude (Solingen)
Das Postgebäude ist ein denkmalgeschütztes Bauwerk an der Kölner Straße im Stadtteil Mitte der bergischen Großstadt Solingen. Es wurde Anfang des 20. Jahrhunderts als Erweiterungsbau des dort bereits bestehenden Postgebäudes errichtet. Heute ist das Gebäude ein Teil des Büro- und Ärztehauses Kölner Höfe.

## Geschichte
Das erste Solinger Postamt befand sich in den 1820er Jahren an der heutigen Hauptstraße, wurde aber bereits 1836 an seinen heutigen Standort an die Kölner Straße verlegt. Zwischen 1889 und 1890 wurde an diesem Standort ein neues, vergrößertes Postgebäude errichtet, das heute noch vorhandene Gebäude Kölner Straße 54. An dieses Gebäude wiederum wurde im Jahre 1909/1910 als Erweiterungsbau der heute als Postgebäude bezeichnete Bau Kölner Straße 58 angebaut.
Das Gebäude Kölner Straße 58 überstand die Luftangriffe auf Solingen während des Zweiten Weltkriegs, die große Teile der Umgebung zerstörten. Am 10. Juni 1999 wurde es unter der Nummer 999 in die Denkmalliste der Stadt Solingen eingetragen.
Die Deutsche Post verkaufte das Gebäude Ende der 2000er Jahre an einen Finanzinvestor aus den USA, blieb jedoch selbst Mieter in dem Gebäude. Ab 2013 erwarb ein Solinger Projektentwickler die Gebäude und baute sie in ein Büro- und Ärztehaus um, das den Namen Kölner Höfe trägt.

## Architektur

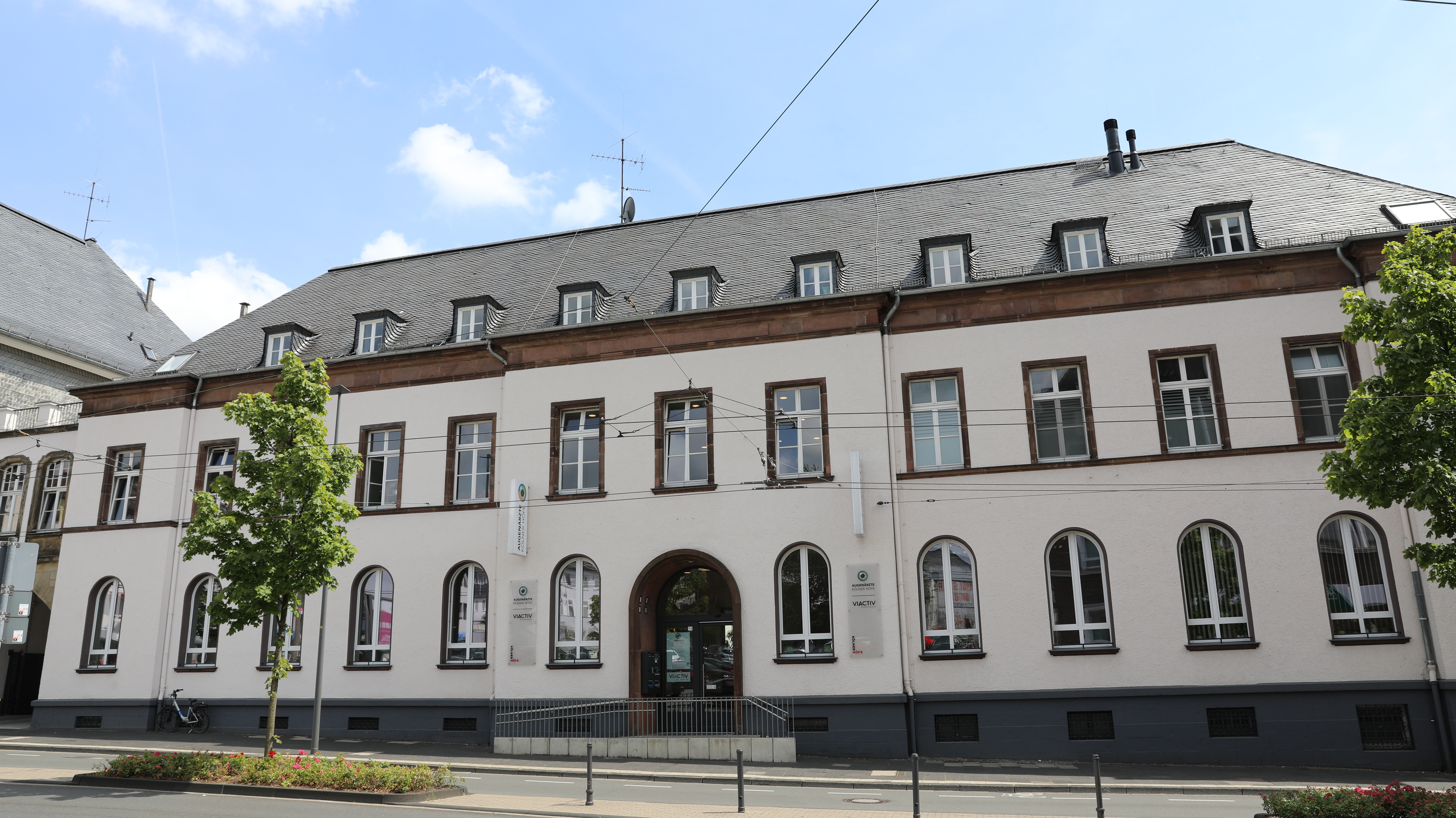
Kölner Straße 54, ehemaliges Reichspostgebäude von 1890 (2019)

Der dreiflügelige, dreigeschossige Bau ist durch einen Verbindungstrakt mit rundbogiger Tordurchfahrt mit dem Nebengebäude Kölner Straße 54 verbunden und umschließt dreiseitig einen Betriebshof. Die Fassade ist aufwendig gestaltet mit Sandsteinsockel, Sandsteinwänden und einem Giebeldreieck mit großem querliegenden Okulus. Der Verbindungsbau ist stilistisch angeglichen, die Tordurchfahrt wird durch einen Korbbogen mit Keilstein betont. Die zum Betriebshof gerichteten Flügel sind schlichter gehalten.
Das Postgebäude orientierte sich in Teilen zwar am Hauptgebäude von 1890, bildete aber zugleich den Wandel im Postbauwesen nach der Jahrhundertwende ab, der sich vom Historismus löste und der Reformarchitektur zuwandte. Trotz Um- und Anbauten hat das Gebäude Kölner Straße 58 seine wesentlichen Gestaltungsmerkmale bis heute bewahrt. Das Nachbargebäude Kölner Straße 54 ist hingegen nur mit versachlichter Fassade erhalten, es steht nicht unter Denkmalschutz.